# Sosnowka (rejon kwarkieński)
Sosnowka (ros. Сосновка) – wieś (sieło) w Rosji, w obwodzie orenburskim, w rejonie kwarkieńskim. W 2010 liczyła 157 mieszkańców.